# Transferencia mental
Transferencia mental (Mind uploading, en inglés) es una expresión acuñada por la corriente filosófica transhumanista y utilizada en el contexto de la ciencia ficción para referirse al hipotético proceso de codificación de una mente real para su posterior transvase a un sustrato artificial.
La tesis implícita en el mind uploading es que, de hacerse efectivo, equivaldría a una particular especie de inmortalidad, en la medida en que el contenido total de una mente podría perpetuarse en sustratos físicos diferentes al del cerebro.

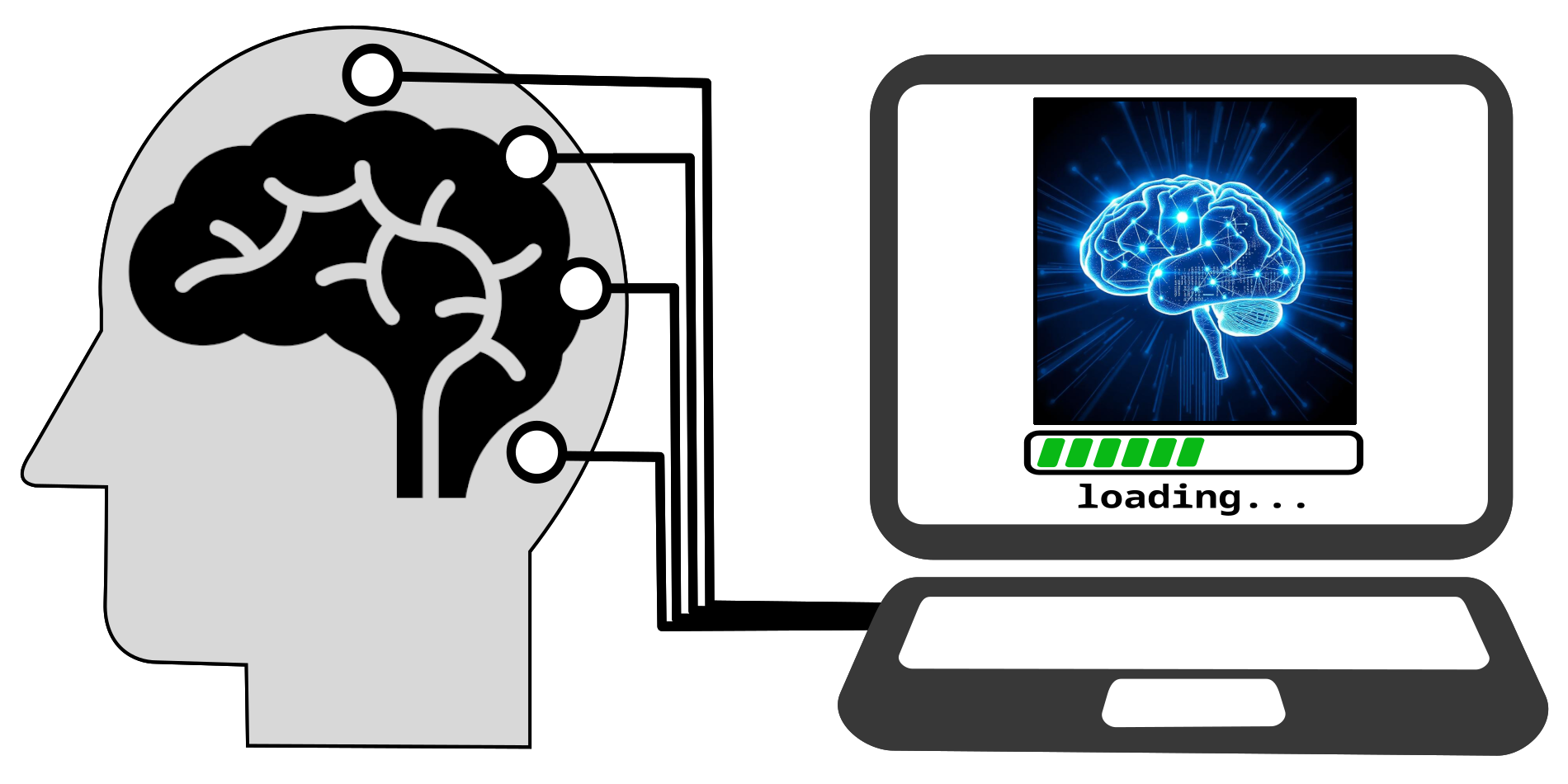
Representación esquemática de un cerebro humano cargado en un ordenador

Al margen de cuestiones relativas a su factibilidad, la posibilidad de la transferencia mental plantea cuestiones filosóficas, ya sean éticas u ontológicas. Estos problemas se ponen de manifiesto al considerar que la mente codificada pueda trasvasarse a más de un soporte físico-cerebral. En ese caso, al existir dos o más ejemplares con la misma mente surge la pregunta acerca de cuál sería el destino del ego o del  yo. En la medida en que, en rigor, todos serían una copia, subsiste la incertidumbre respecto del destino de la mente original. La pregunta sería entonces: ¿la mente original se habrá multiplicado (ver, ubicuidad), o resultaría más lógico suponer que esta se ha perdido del mismo modo que un clon de un individuo ya muerto es simplemente distinto del fallecido y no una nueva encarnación del mismo? 
Estos problemas tienen ya larga historia. En 1775 Thomas Reid escribió:
"I would be glad to know... whether when my brain has lost its original structure, and when some hundred years after the same materials are fabricated so curiously as to become an intelligent being, whether, I say that being will be me; or, if, two or three such beings should be formed out of my brain; whether they will all be me, and consequently one and the same intelligent being."
«Me alegraría saber [...] si cuando mi cerebro haya perdido su estructura original, y cuando en unos cien años después su misma materia fuese trabajada detalladamente como para convertirse en un ser inteligente, sí, diría que ese ser sería yo; o, si, dos o tres de tales seres se formaran con mi cerebro; si todos ellos serían yo, y en consecuencia, uno y el mismo ser inteligente.»